# 虚構系資料

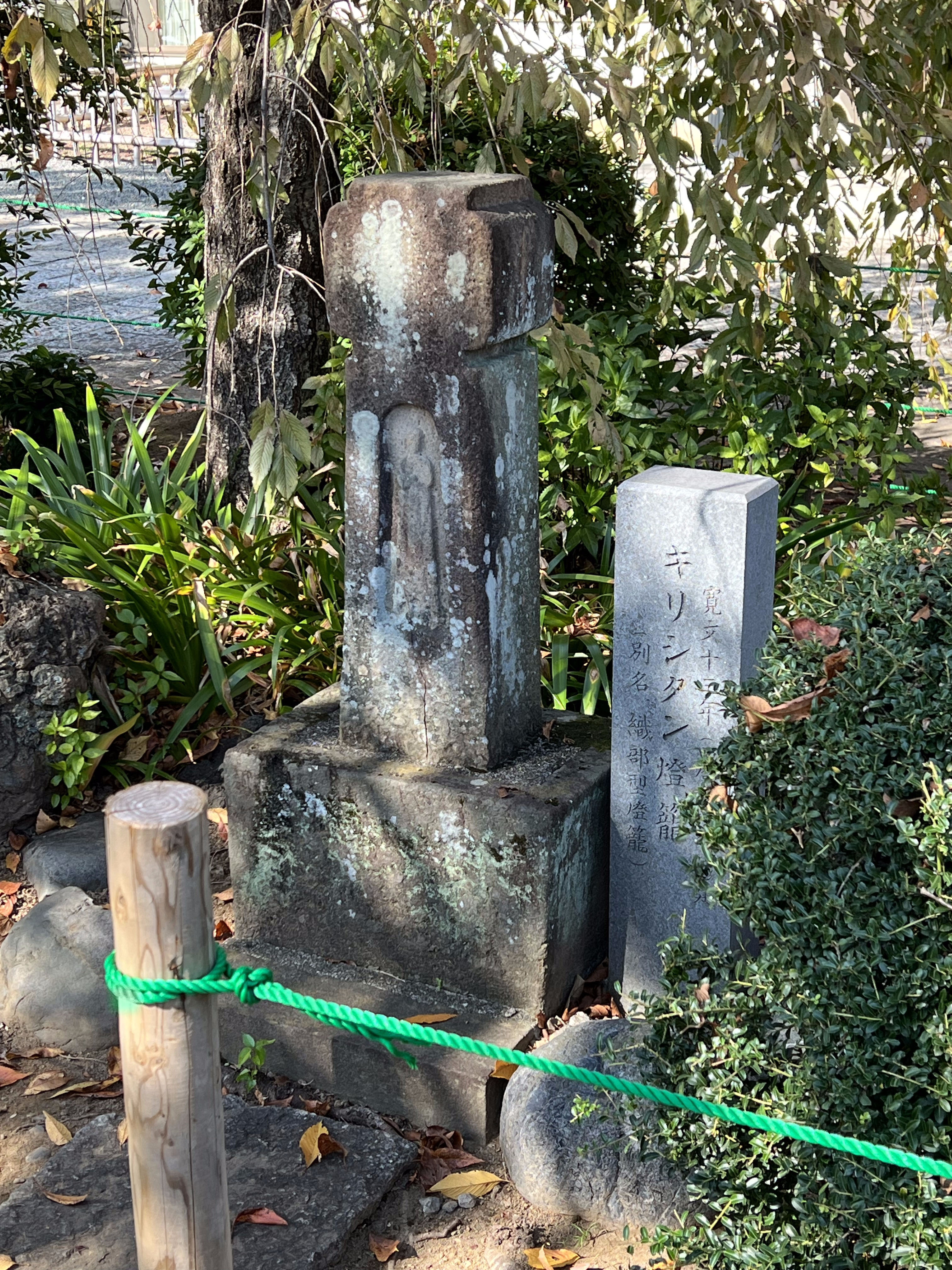
禅定院織部灯籠（キリシタン灯籠）。仏像を彫り込んだ灯籠であるが、誤って隠れキリシタンと結びつけられた。

虚構系資料（きょこうけいしりょう）は、近代以降、誤認・捏造などによって、十分な根拠なしにキリシタンに関連づけられた資料の総称である。虚構系資料については特に中園成生が継続的な検証を行っており、その呼称自体も中園『かくれキリシタンの起源』（2018年）を踏まえて用いられている。2024年（令和6年）の西南学院大学博物館企画展などでも用いられた。

## 発生
1873年（明治6年）に禁教令が解かれた日本においては、主にお雇い外国人向けの土産物として、踏絵をはじめとするキリシタン関連遺物が偽造されるようになった。また、明治末期から大正期にかけての日本においては「キリシタン（南蛮）ブーム」というべき潮流が起こった。たとえば、1907年（明治40年）には与謝野鉄幹・ 平野萬里・北原白秋・吉井勇・木下杢太郎により九州西岸のキリシタン遺跡探訪記である『五足の靴』が刊行されたほか、北原白秋は1909年（明治42年）に詩集『邪宗門』を発表した。また、芥川龍之介も1916年（大正5年）から1923年（大正12年）にかけて、キリシタンを題材とする小説群を執筆した。さらに、1919年（大正8年）には大阪府の千提寺・下音羽地区にてキリシタン関連遺物が多数発見され、メディアでの活発な報道も背景に全国各地で虚構系資料の「発見」が進んだ。

## 分類
中園成生は、成立の背景にもとづき 1.「キリシタン信仰に関係したもの」、2.「かくれキリシタン信仰に関係したもの」、3.「禁教制度に関係したもの」の3種類に虚構系資料を分類している。また、これとは別に、「商品として製造されたもの」と「非商品」といった経済的側面によった分類も可能である。
「キリシタン信仰に関係したもの」の例としては、16世紀後半に南蛮貿易によりもたらされた商品である南蛮物の偽作がつくられている。また、プラケットや、十字紋がほどこされた日本刀の鍔であるキリシタン鍔などもある。十字紋がほどこされた装飾品については実際の史料も存在する一方、近代以降の偽作も少なからず存在する。また、岡藩主であった中川氏の十字紋（中川久留子）のように、おそらくキリシタン信仰とは無関係であるにもかかわらず、後世にキリシタン信仰と結びつけられた紋章もある。
「かくれキリシタン信仰に関係したもの」の例としては、まず魔鏡（隠れ切支丹鏡）、十字架仏、マリア観音のイミテーションといった、商品として偽作されたものがある。光を反射させると磔刑図が浮かび上がる魔鏡について、隠れキリシタンが信仰具としてつかっていたことを示す事実は確認されていない。また、十字架付きの仏像については、愛知県海部郡美和町の個人が1945年（昭和20年）から1950年（昭和25年）にかけて鋳造したものが知られており、青山玄、フーベルト・チースリクといった研究者が注意を喚起している。また、いわゆる織部灯籠がキリシタン遺物とみなされることもあるが、この説は松田毅一による検証によって明確に否定されている。
「禁教制度に関係したもの」の例としては、踏絵・高札などが挙げられる。鬼束芽依によれば、絵踏は限られた一部地域でのみ実践されていた慣習であり、踏絵は長崎奉行所からの貸出というかたちで管理されていた。独自に踏絵を所持していた熊本藩・小倉藩、かつて絵踏をおこなっていた岡山藩・会津藩の踏絵は確認されていない。このような事情から、東京国立博物館が所蔵する板踏絵・真鍮踏絵を除く踏絵は偽造である可能性が高い。また、販売目的で偽造された紙製の踏絵である紙踏絵の存在も知られている。

## 文化財としての登録・収蔵

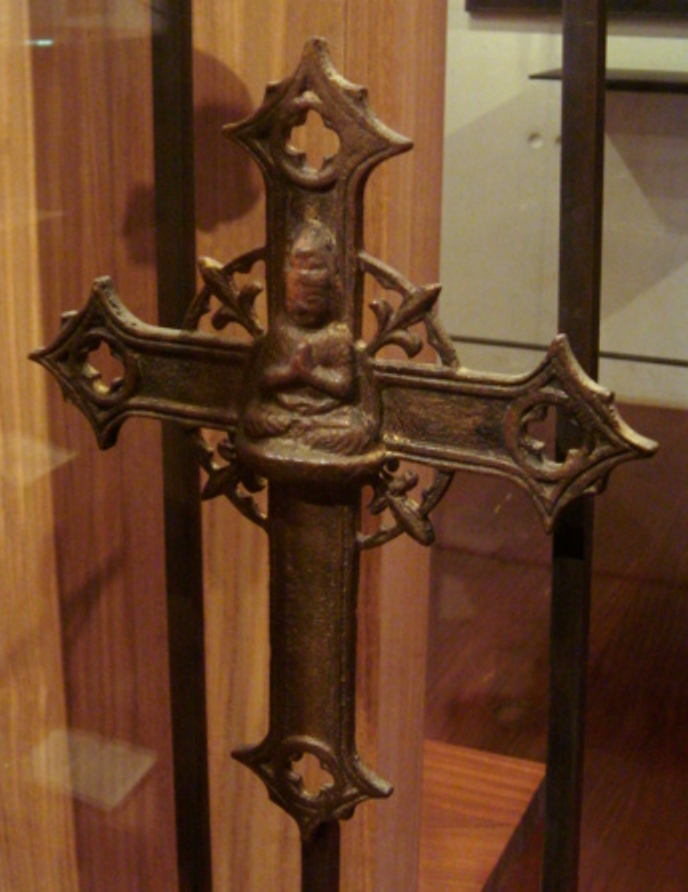
十字架仏（パリ外国宣教会所蔵）。愛知県の個人により昭和期に製造されたことがわかっている。

虚構系資料はしばしば精細に検証されることなく文化財に指定されることがある。また、各地の博物館などに虚構系資料が留保なしに展示されている状況も少なくない。こうした状況は平成期以降も続いており、たとえば2009年（平成21年）には福岡県朝倉市において「秋月のキリシタン灯籠」が市指定文化財となっている。また、西南学院大学博物館においても魔鏡といった虚構系資料が実際のキリシタン遺物として展示されていた。
魚津歴史民俗博物館では誤って十字架仏が実際のキリシタン遺物として展示されており、麻柄一志の検証により展示室から撤去された。同様の十字架仏は浦上信徒であったキクの遺品として婦中町西光寺に所蔵されており、麻柄は「富山市史に紹介されるまで長くみても10数年でもっともらしい伝承が創られ、伝えられたことになる」として、資料研究における型式学的検討の重要性を指摘するほか、郷土史研究において伝承を重視することの危うさに警鐘を鳴らしている。中園成生は虚構系資料について、実際には仏教や神道などの脈絡で価値を有する資料が誤った文脈で理解される可能性がある点、実際に継承されているかくれキリシタン信仰まで学問的に怪しいものと捉えられる危険がある点、なにより「学問的に裏付けられたキリシタンの歴史・文化の正しい理解を妨げている」点から、こうした虚構系資料は明確に否定されるべきものであると論じている。
中園は、こうした虚構系資料が文化財に混入する背景には「来歴が不明な品物の取引を当たり前としてきた日本の骨董品市場の姿勢」があると論じる。また、彼は見慣れない形状の資料が安易にキリシタン信仰と結びつけられること、かつ、その検証にあたっては、「それ（虚構系資料）が出た地域ではかくれキリシタン信仰が独自の変容を遂げたため、そのような物を信仰に用いていたのだ」という「到底学問的な検証の態をなしているとは言い難い」言説がしばしばみられることを批判している。また、松田毅一はこうした虚構系資料の蔓延には、キリシタンブームによる骨董品市場の隆盛をカトリック界が「決して冷静、 かつ批判的に対処」しなかったことが、キリシタン灯籠説の定着の一因にあったと論じている。
2024年（令和6年）には茨木市立キリシタン遺物史料館の「茨木のキリシタンイメージ 何を〝キリシタン遺物〟とするのか」において、虚構系資料に焦点を当てた展示がおこなわれた。また、西南学院大学博物館が同年におこなった企画展である「創られたキリシタン像（イメージ）―排耶書・実録・虚構系資料―」においても、長崎県平戸市生月町博物館「島の館」の協力のもと、こうした虚構系資料を題材とする展示がおこなわれた。

## 関連文献
- 鬼束芽依 編『創られたキリシタン像：排耶書・実録・虚構系資料』西南学院大学博物館〈西南学院大学博物館研究叢書〉、2024年8月。ISBN 978-4-910038-96-4。